# Hispanic Society of America
La Hispanic Society of America è un museo di arte e manufatti di origine iberica e latino-americana in generale, situato a New York. Oltre a numerosi dipinti, sculture e oggetti d'arte, conserva anche una ricca biblioteca, dotata anche di libri rari e manoscritti.

## Storia e descrizione
Fondata nel 1904 da Archer M. Huntington, l'istituzione è libera ed aperta al pubblico in quella che è sempre stata la sua sede, ovvero il Palazzo delle Belle Arti sull'Audubon Terrace, nella lower Washington Heights, a New York.
Il museo contiene lavori di Diego Velázquez, Francisco Goya, El Greco e Joaquín Sorolla e altri artisti.
La biblioteca di rarità è articolata su circa quindicimila volumi stampati anteriormente al XVIII secolo, inclusa una prima edizione del Don Chisciotte della Mancia di Cervantes.
L'accesso al museo è gratuito.